# Arenaria pungens
Arenaria pungens är en nejlikväxtart. Arenaria pungens ingår i släktet narvar, och familjen nejlikväxter.

## Underarter
Arten delas in i följande underarter:
- A. p. boissieri
- A. p. parviflora
- A. p. pungens